# Видаль, Начо
Начо Видаль (исп. Nacho Vidal, настоящее имя — Игна́сио Хорда́ Гонса́лес (исп. Ignacio Jordà González); род. 30 декабря 1973 года в Матаро, Испания) — испанский порноактёр и режиссёр.

## Ранние годы
Проходил службу в Испанском легионе, в Мелилье.

## Карьера
По данным на 2015 год, Начо Видаль снялся в 525 фильмах, а также выступил режиссёром 159 картин, среди которых есть гей-порно и shemale-порно. Видаль — гетеросексуал, но срежиссировал несколько гей-порнофильмов в качестве подарка большинству своих фанатов, которые являются геями.
В феврале 2019 года поступили сообщения от El Nacional, что актёр болен синдромом приобретенного иммунодефицита, однако в сентябре этого же года в своём видеоблоге актёр опроверг информацию, заявив, что тесты на ВИЧ-инфекцию дали ложноположительный результат, и пригрозил подать в суд на газету. При этом Начо заявил, что у него был диагностирован реактивный артрит, что грозило признанием его инвалидом.

## Вне карьеры
В октябре 2012 года актёр вместе с сестрой был арестован испанской полицией в пригороде Мадрида. Ему инкриминировались связи с китайской мафией, контрабанда и участие в отмывании денег. В тот же месяц Начо Видаль и его сестра были выпущены под залог. Актёр поблагодарил всех, кто поддержал его в трудную минуту.
В 2015 году участвовал в реалити-шоу «Supervivientes» (испанская версия международного шоу «Survivor», известного в России как «Последний герой») и, несмотря на 8 номинаций на выбывание из проекта, дошёл до финала, где занял 2-е место, проиграв всего считанные доли процентов Кристоферу Матео.
В начале июня 2020 года Начо Видаль был задержан Гражданской гвардией Испании по подозрению в неумышленном убийстве испанского фэшн-фотографа Хосе Луиса Абада, совершённом в июле 2019 года в ходе шаманского ритуала потребления наркотических паров яда колорадской жабы.

## Премии
- 2000 AVN Award — Лучшая сцена секса в иностранном фильме[12]
- 2004 AVN Award — Best Couples Sex Scene[13]
- 2004 AVN Award — Лучшая сцена группового секса[13]
- 2004 AVN Award — Best Transsexual Release[13]
- 2012 XBIZ Award — Иностранный исполнитель года[14]
- 2013 XBIZ Award — Лучшая сцена в гонзо или непостановочном фильме — Nacho Invades America 2[15]
- 2013 AVN Award — Best Boy/Girl Sex Scene — Alexis Ford Darkside(вместе с Алексис Форд)[16]